# Siergiej Chruszczow
Siergiej Nikitycz Chruszczow (ur. 2 lipca 1935 w Moskwie, zm. 18 czerwca 2020) – naukowiec i publicysta (inżynier technologii kosmicznej, historyk i politolog), syn Nikity Chruszczowa, mieszkał w Stanach Zjednoczonych.

## Życiorys
Urodził się jako drugie dziecko z trzeciego małżeństwa Nikity Chruszczowa (z Niną P. Kucharczuk). W dzieciństwie ciężko chorował na gruźlicę. W 1952 ukończył szkołę średnią w Moskwie (Nr 110) z pierwszą lokatą i złotym medalem. W 1958 ukończył Wydział Technologii Elektropróżniowej i Budowy Maszyn Moskiewskiego Instytutu Energetycznego.
W latach 1958–1968 pracował w Specjalnym Biurze Konstrukcyjnym Czełomieja (OKB-52) jako z-ca kierownika działu. Brał udział w pracach nad projektowaniem rakiet balistycznych, systemów lądowania pojazdów kosmicznych, rakiety-nosiciela „Proton”. Następnie z-ca dyrektora Instytutu Elektronicznych Urządzeń Sterujących (INEUM), z-ca dyrektora gen. Zjednoczenia Naukowo-Produkcyjnego „Elektronmasz”. Doktor, a następnie doktor hab. nauk technicznych. Bohater Pracy Socjalistycznej, laureat Nagrody Leninowskiej, Nagrody Rady Ministrów ZSRR. Członek wielu rosyjskich i światowych towarzystw naukowych.
W 1991 r. wyjechał do USA na zaproszenie Uniwersytetu Browna na wykłady poświęcone historii zimnej wojny. Zdecydował się tam pozostać na stałe i w 1999 roku otrzymał obywatelstwo amerykańskie. W tamtym okresie zamieszkiwał w Providence w stanie Rhode Island, gdzie był wykładowcą na wydziale stosunków międzynarodowych Uniwersytetu Browna.

## Działalność publicystyczna
Pomimo specjalistycznego wykształcenia technicznego, Siergiej Chruszczow stał się znany głównie dzięki publikacjom z dziedziny historii nauk społeczno-politycznych, związanych głównie z okresem rządów jego ojca. Wydał kilka książek poświęconych temu tematowi, które zostały następnie przetłumaczone na kilkanaście języków. Był współautorem scenariusza do głośnego filmu rosyjskiego z 1993 r. pt. Szare wilki, przedstawiającego kulisy odsunięcia Nikity Chruszczowa od władzy. Po jego „detronizacji” zredagował w 1967 r. jego wspomnienia, a następnie przemycił je za granicę. Od tej pory, aż do upadku Związku Radzieckiego znajdował się pod ścisłą kontrolą radzieckich specsłużb. Stały komentator w mediach amerykańskich bieżących wydarzeń w Rosji oraz autor ponad 350 książek i artykułów. W 2010 roku w Rosji została wydana jego najnowsza książka – pierwszy tom „Trylogii o Ojcu” pt. Reformator.

## Życie osobiste
Był dwukrotnie żonaty, z pierwszą żoną – Galiną Szumową rozwiódł się. Mieszkał w USA z drugą żoną – Walentyną Golienko. Z dwóch jego synów starszy Nikita zmarł w 2007 roku, a młodszy Siergiej mieszka w Moskwie. Pochowany na Cmentarzu Nowodziewiczym w Moskwie.

## Ważniejsze publikacje
- 1990 – Khrushchev on Khrushchev – An Inside Account of the Man and His Era, by His Son, Sergei Khrushchev
- 1993 – The Political Economy of Russian Fragmentation
- 1994 – Nikita Khrushchev: Crisis and Missiles
- 1995 – Three Circles of Russian Market Reforms
- 2000 – Nikita Khrushchev and the Creation of a Superpower
- 2003 – Geburt einer Supermacht. Ein Buch über meinen Vater
- 2006 – Memoirs of Nikita Khrushchev: Reformer, 1945–1964